# A Illa de Arousa
A Illa de Arousa és una illa i municipi de la província de Pontevedra, a Galícia, que pertany a la comarca d'O Salnés. És l'únic municipi insular de la comunitat i està unit amb el continent per mitjà d'un pont de gairebé dos quilòmetres de llarg (un dels més llargs d'Espanya) inaugurat el 14 de setembre de 1985, que ha dinamitzat enormement l'economia de la població, car abans els desplaçaments es realitzaven en petits vapors amb horaris determinats.
L'economia de l'illa es basa sobretot en la pesca, el cultiu del musclo en bats i el marisqueig, però també el turisme deixa importants dividends. És un municipi independent des de 1996, quan es segrega de Vilanova de Arousa.

## Geografia
L'illa té una superfície de 7 km² i assoleix la seva màxima altitud al Con do Forno (68 m). Des del mirador d'O Santo es poden divisar l'illa i altres llocs de la zona. Des de setembre de 1985 està unida al continent per un pont de 2 km.
La Unió Europea la va declarar reserva natural gràcies als seus 36 quilòmetres de costa, quals onze són de platja, amb sorra fina i blanca. Algunes de les seves platges són A Area da Secada, A Lavanqueira, O Vao, Camaxe, la platja de Carreirón, Espiñeiro i O Cabodeiro.
L'illa té quatre ports: el d'O Xufre, on es comercialitza el marisc i el peix, Cabodeiro, Naval i O Campo. Hi ha tres passeigs marítims: el d'O Campo, el d'O Cantiño i el que uneix l'IGAFA (Instituto Galego de Formación en Acuicultura) a la platja d'A Area da Secada. Cal destacar també el far de Punta Cabalo, d'interès turístic, l'illa Areoso i el parc natural d'O Carreirón, catalogat com a zona d'especial protecció per a les aus, amb poblacions d'espècies com la garsa reial.
El clima és atlàntic, amb temperatures mitjanes de 10 °C a l'hivern i de 21,5 °C a l'estiu. Les precipitacions superen els 1000 mm anuals i es concentren en els mesos de tardor i hivern i en menor quantitat a la primavera, mentre que a l'estiu són inferiors als 50 mm. Les nevades no són habituals a la zona i l'última data de 1985.

## Història
Hi ha nombrosos testimoniatges que l'illa va ser habitada des dels primers temps del Paleolític i l'Edat de Bronze. En la platja dels Bufos es va localitzar una necròpoli romana. L'illa va sofrir en els primers segles la invasió dels normands i els musulmans. En l'any 912 passa la meitat de l'illa a pertànyer al monestir dels benedictins de San Martín Pinario de Compostela, sota donació del bisbe Sisenand, tal com consta en documents d'aquest monestir. En l'any 929 el rei Alfons IV va fundar en l'illa un cenobi sota l'advocació del màrtir Sant Julià. La invasió de l'illa en el segle xii pels musulmans, fa que Xelmírez ordeni la construcció de naus per a defensa de tota la costa convertint-se l'illa en punt de trobada per a repel·lir a l'invasor. L'autor Labrada a principis del segle xix diu que "les gents de l'illa d'Arouza, s'exerciten amb gran mestratge en la pesca del congre i pop, fins a un total de captures de 800 quintals".
A partir de 1845 es desenvolupa la indústria de salament i pesca de sardina, del qual eren testimonis les set fàbriques de salament, germen de l'explotació conservera de mitjans del present segle. Així la fàbrica de salament Goday s'inaugura en 1879, sent la segona que es va implantar a Galícia. L'enorme desenvolupament de l'illa va tenir com a conseqüència la construcció del pont que la uneix a la península en l'any 1985, data crucial, car va marcar la fi de l'aïllament secular, convertint a l'illa en un paradís turístic, on els arbres s'acosten arran de mar a sadollar la seva set. En 1900 tenia 1900 hab. i en 1997 ja tenia 4.665 persones que habiten els 8 km² de l'antiga "Insulae Petamion", convertida en Ajuntament el 1997.

## Demografia
Tenia 4.968 habitants l'any 2017 i en els últims anys no hi ha hagut grans variacions.
El municipi està format per una única parròquia, San Xulián da Illa de Arousa, amb 20 entitats de població: A Laxe do Pan, A Salga, Arousa, As Aceñas, As Laxes, O Cabodeiro, O Campelo, O Cantiño, O Castriño, O Cruceiro, O Monte, O Nicho, O Outeiro, O Pombal, O Rodel, Os Castriños, Paradela, Pedracerrada, Semoíño i Testos. La capital municipal es troba a Arousa.

## Galeria d'imatges

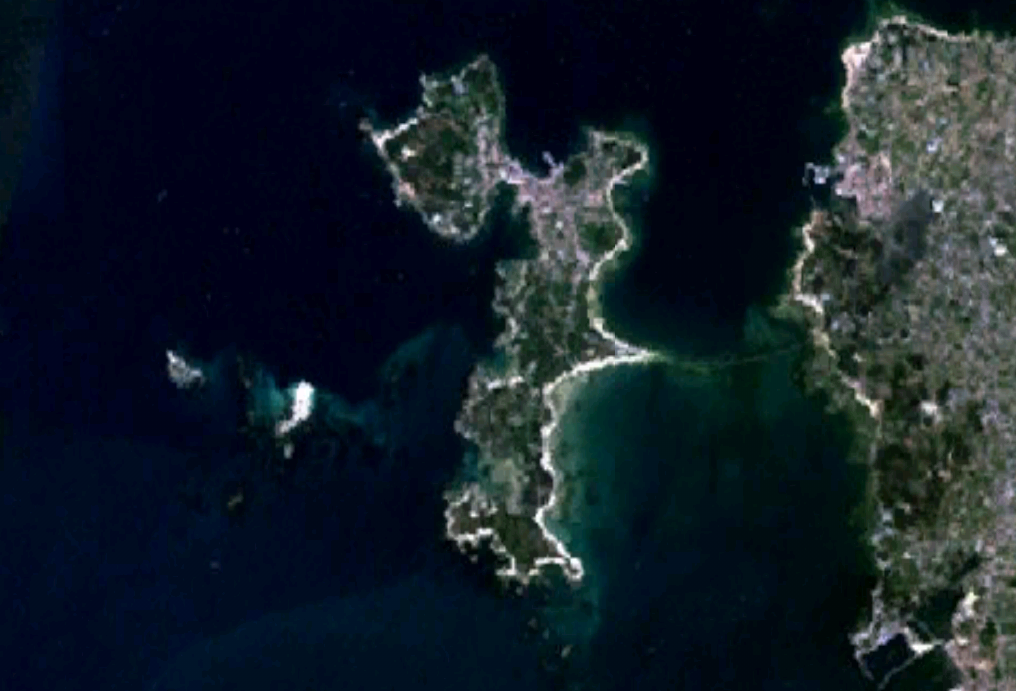
Fotografia de satèl·lit d'Illa de Arousa
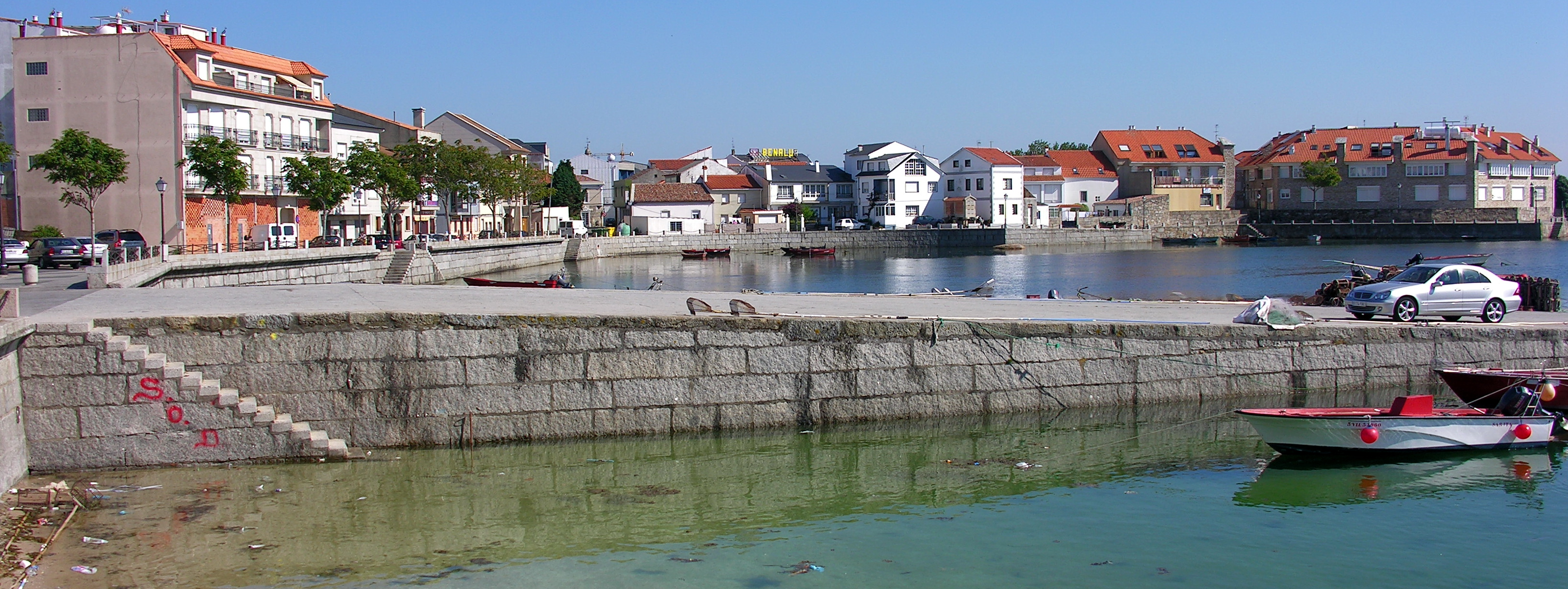
El port
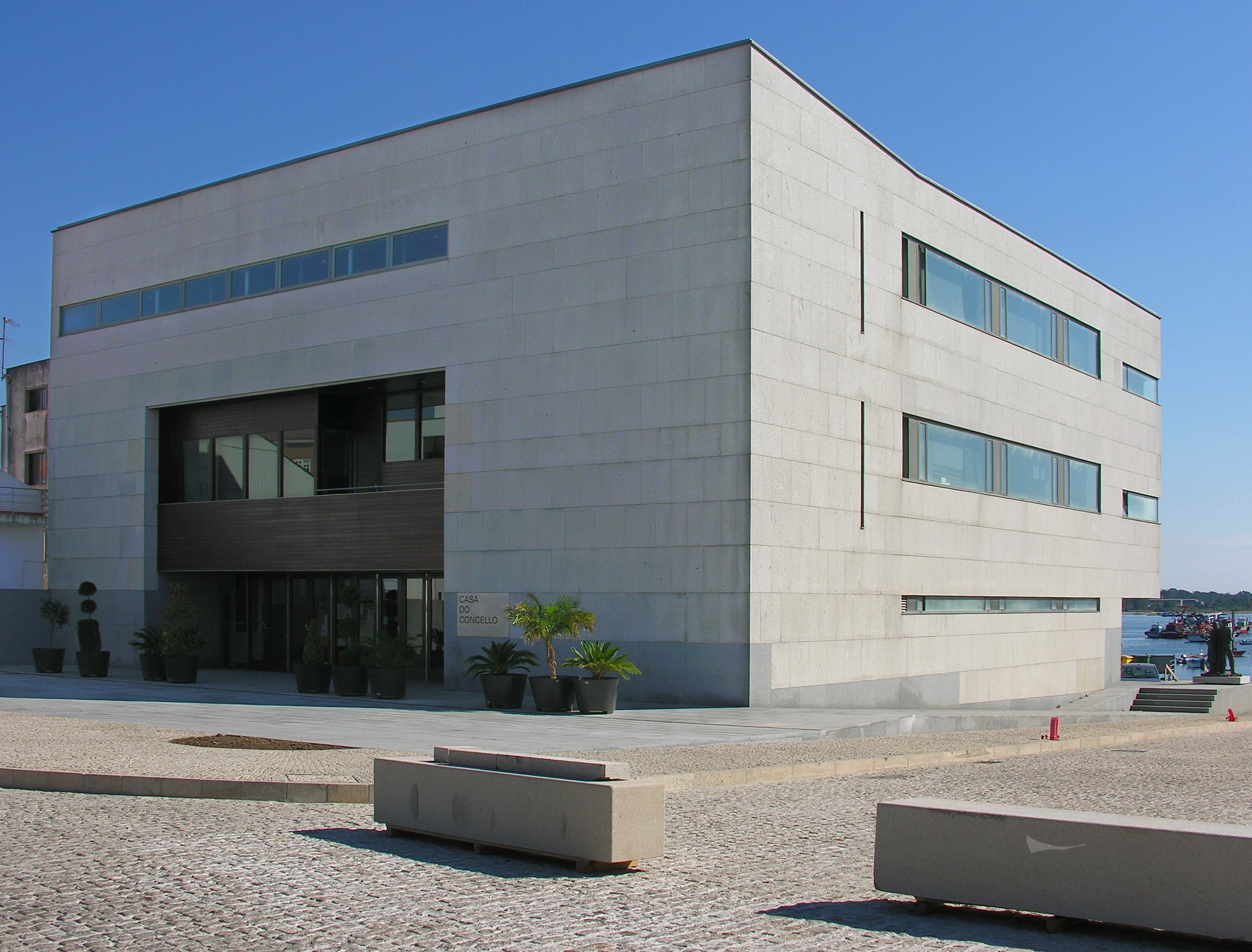
L'ajuntament
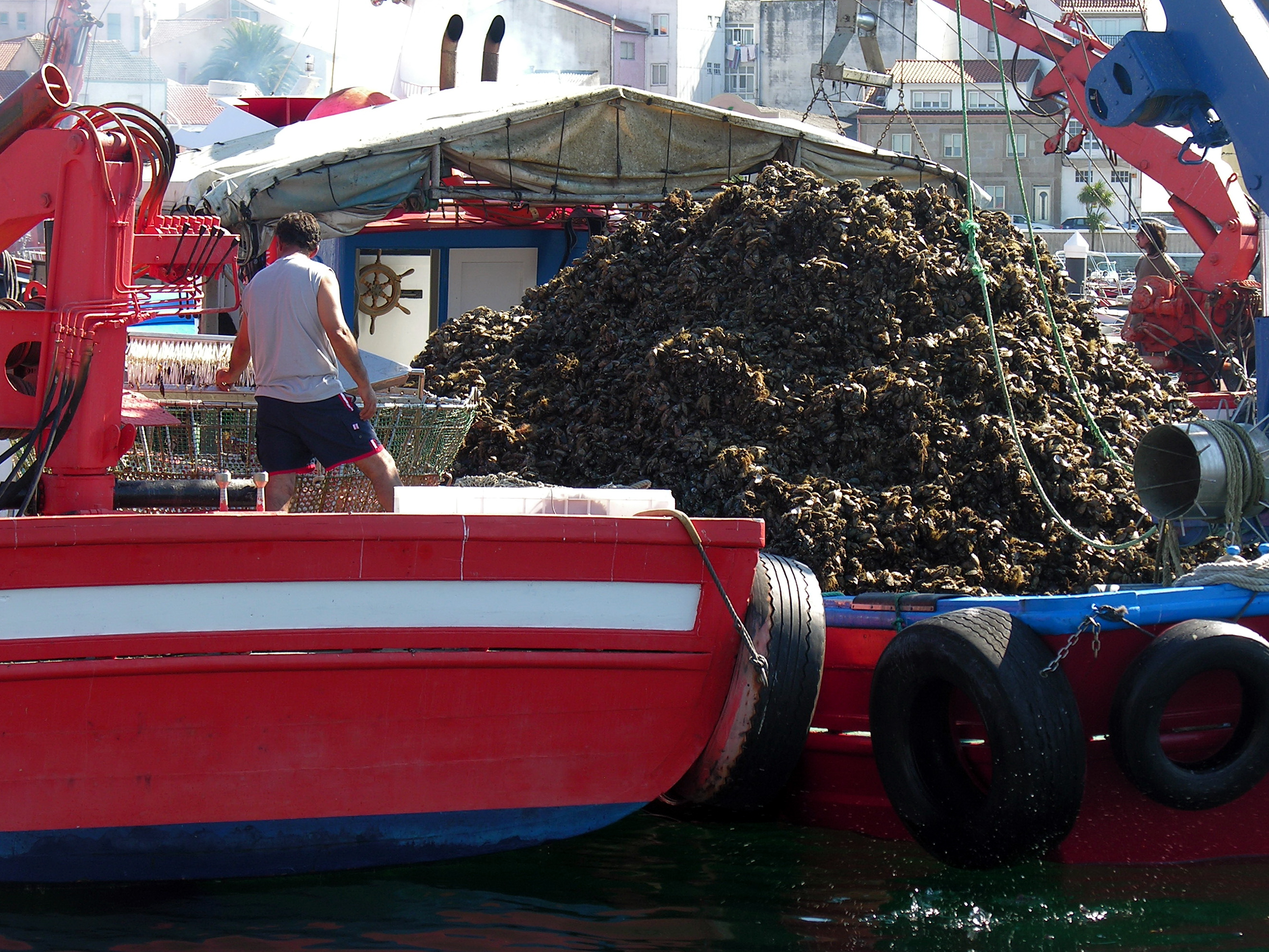
Descarregant musclos